# Aleksej Leont'evič Kovalëv
Aleksej Leont'evič Kovalëv (in russo Алексей Леонтьевич Ковалёв?in ucraino Олексій Леонтійович Ковальов? (Burlin, 10 maggio 1925 – Kiev, 7 settembre 1997) è stato un militare sovietico noto per essere uno dei protagonisti della famosa fotografia della Bandiera della Vittoria sul Reichstag di Evgenij Chaldej.

## Biografia
Nato nel villaggio di Burlin (distretto di Börílí), allora nella RSFS Russa oggi in Kazakistan, da genitori russi, dopo le scuole secondarie lavorò in una fattoria collettiva.
Nel 1942 fu arruolato nell'Armata Rossa. Si distinse nelle ultime battaglie della seconda guerra mondiale, dalla liberazione della Polonia alla presa di Berlino, inquadrato in una compagnia di ricognizione dell'82ª divisione di fanteria. Nel dicembre del 1944, gli fu assegnato l'Ordine della gloria di terza classe e, nel marzo del 1945, dopo un'aspra battaglia alla periferia di Kostrzyn, in Polonia, gli fu conferito l'Ordine della Gloria di 2ª classe.
Dopo la presa del Reichstag, quando il fotoreporter Evgenij Chaldej, dell'agenzia di stampa TASS, giunse sul luogo, scoprì che vi erano già state issate numerose bandiere sovietiche, allora chiese ad alcuni militari presenti di ripetere l'evento per poterlo immortalare in fotografia. Il sergente Aleksej Kovalëv, insieme al sergente maggiore Abdulkhakim Ismailov e al soldato Leonid Goryčev, salì sul tetto del Reichstag dove i tre uomini issarono una bandiera sovietica che Evgenij Chaldej aveva con sé, venendo così immortalati nella celebre foto della Bandiera della Vittoria sul Reichstag. Nella fotografia, Aleksej Kovalëv è il soldato che regge la bandiera rossa mentre Abdulkhakim Ismailov lo regge per le gambe.
Con decreto del Presidium del Soviet Supremo dell'URSS del 15 maggio 1946, Aleksej Kovalëv fu insignito dell'Ordine della Gloria di 1ª classe, diventanto a pieno titolo un cavaliere dell'Ordine della Gloria. Nel 1950, fu smobilitato e si stabilì a Kiev, dove poi visse fino alla morte. L'anno seguente rientrò nell'esercito prestando servizio nei vigili del fuoco. Nel 1958 entrò a far parte del Partito Comunista dell'Unione Sovietica. Dopo 35 anni di servizio nell'esercito, fu promosso a vice capo dei vigili del fuoco, diventanto così ufficiale. Nel 1988, fu trasferito alla riserva col grado di tenente colonnello. Morì il 7 settembre 1997 a Kiev. È sepolto in città nel cimitero di Baikove.